# Lukas Märtens
Lukas Märtens (Magdeburgo, 27 dicembre 2001) è un nuotatore tedesco, oro olimpico dei 400 metri stile libero a Parigi 2024 e detentore del record mondiale nella stessa gara con il tempo di 3'39"96.

## Biografia
Si è messo in mostra agli europei giovanili di Kazan' 2019, dove è riuscito ad aggiudicarsi la medaglia d'argento nella staffetta 4x200 metri stile libero, con Sven Schwarz, Danny Schmidt e Rafael Miroslaw, e in quella 4x100 metri misti mista, con Magdalena Heimrath, Luca Nik Armbruster e Maya Tobehn.
Nell'aprile 2021 ha raggiunto il tempo standard di qualificazione dei Giochi olimpici di Tokyo 2020 nei 200 (fissato a 1'47"02) e 400 (3'46"78) e 1500 (15'00"99) ed è stato quindi convocato dalla Federazione.
All'Olimpiade si è classificato 17º nei 200 metri stile libero, 12º nei 400, 11º nei 1500, e settimo nella staffetta 4×200 metri stile libero.
Tra il 2022 ed il 2024 conquista un argento e due bronzi mondiali ed un oro continentale agli europei di Roma 2022, tutti nei 400 metri stile libero. Sempre nel 2024, ai Giochi olimpici di Parigi, sale sul gradino più alto del podio nella medesima specialità, prima medaglia d'oro olimpica tedesca al maschile da Seul 1988. Il 12 aprile 2025, a Stoccolma, firma il nuovo record del mondo dei 400 metri stile libero con il crono di 3'39"96, superando cosi il 3'40"07 del connazionale Paul Biedermann che resisteva dal 2009 e diventando il primo uomo ad abbattere il muro dei 3'40"00. Il 27 luglio 2025 vince la sua prima medaglia d'oro mondiale, sempre nei 400 metri stile libero, ai mondiali di Singapore.

## Palmarès
- Giochi olimpici

Parigi 2024: oro nei 400m sl.
- Mondiali

Budapest 2022: argento nei 400m sl.
Fukuoka 2023: bronzo nei 400m sl.
Doha 2024: bronzo nei 400m sl.
Singapore 2025: oro nei 400m sl, bronzo negli 800m sl.
- Europei

Roma 2022: oro nei 400m sl e argento negli 800m sl.
- Europei giovanili

Kazan' 2019: argento nella 4x200m sl e nella 4x100m misti mista.